# Papirus 120
Papirus 120 (według numeracji Gregory-Aland), oznaczany symbolem {\displaystyle {\mathfrak {P}}^{120}} – grecki rękopis Nowego Testamentu, spisany w formie kodeksu na papirusie. Paleograficznie datowany jest na IV wiek. Zawiera fragmenty Ewangelii Jana.

## Opis
Zachowały się dwa fragmenty jednej karty Ewangelii Jana (1,25-28,38-44). Tekst pisany jest jedną kolumną na stronę. Oryginalna karta miała 27 linijek tekstu na stronę.

## Historia
Na liście rękopisów znalezionych w Oksyrynchos umieszczony został na pozycji 4804. Tekst rękopisu opublikowany został w 2007 roku. INTF umieścił go na liście rękopisów Nowego Testamentu, w grupie papirusów, dając mu numer 120.
Rękopis datowany jest przez Instytut Badań Tekstu Nowego Testamentu na IV wiek.
Obecnie przechowywany jest w Ashmolean Museum (Papyrology Rooms, P. Oxy. 4804) w Oksfordzie.